# Pilot drogowy

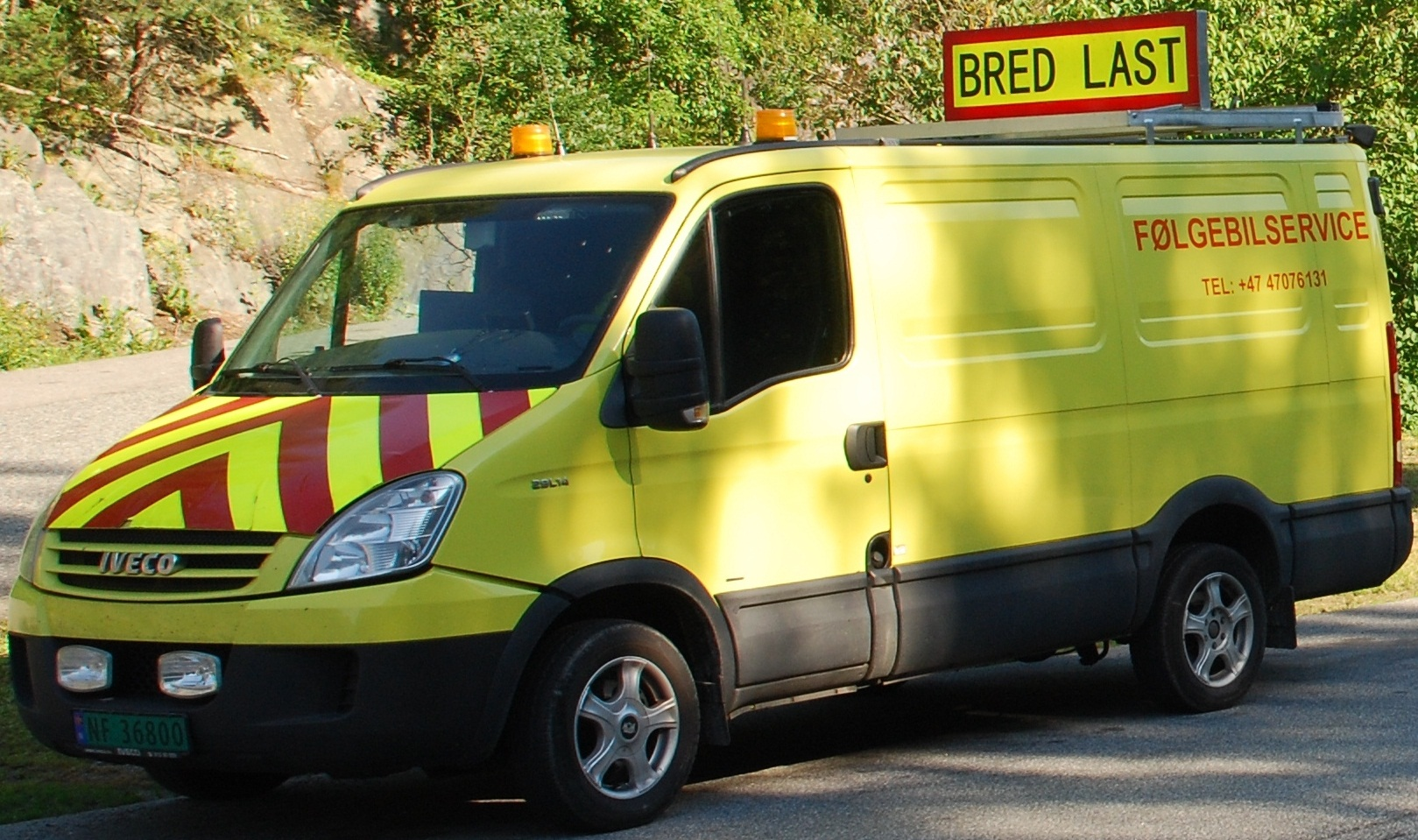
Norweski pilot drogowy

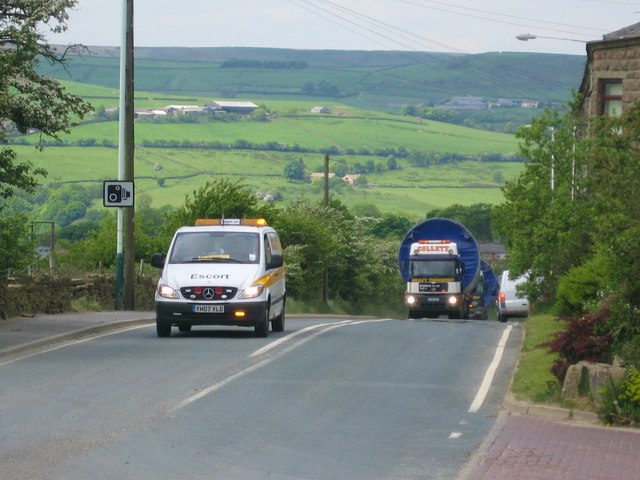
Pilot w czasie eskortowania transportu

Pilot drogowy – osoba odpowiedzialna za bezpieczeństwo ruchu drogowego oraz minimalizację utrudnień w nim w czasie przejazdu pojazdu nadgabarytowego.
W Polsce pojazd pilota drogowego musi być odpowiednio wyposażony m.in. w tablicę oznakowania pojazdu, środki bezpośredniej łączności radiowej z pojazdami pilotowanymi, urządzenia nagłaśniające oraz odpowiednio oznakowany m.in. dwoma pomarańczowymi lampami sygnalizacyjno-ostrzegawczymi. Może nim być pojazd samochodowy o dopuszczalnej masie całkowitej do 3,5 t, z wyjątkiem motocykla. Auto może być wyposażone w dodatkowe światło barwy białej lub pomarańczowej selektywnej (szperacz) zamontowane niezależnie z innymi światłami oraz światło barwy białej lub pomarańczowej selektywnej z czarnym napisem PILOT umieszczone na tablicy zamontowanej na dachu pojazdu w przedniej części. Pojazd nienormatywny o długości powyżej 30 m, szerokości powyżej 3,6 m, wysokości powyżej 4,7 m oraz masy całkowitej powyżej 80 t powinien być pilotowany przez dwa pojazdy pilotujące.
Od 17 lutego 2024 roku zacznie obowiązywać Rozporządzenie Ministra Infrastruktury w sprawie pilotowania pojazdów nienormatywnych, w którym ujęte zostały standardy oznaczenia i wyposażenia pojazdów pilotujących, jak i zakres kwalifikacji pilota. Do obsługi pilotażu dopuszczone są modele o DMC do 3,5 tony o rodzaju nadwozia BB, AF lub AG i wysokości minimum 1,7 m. Wysokość pojazdów wynika z podniesienia emisji sygnałów świetlnych i folii odblaskowych. Wśród samochodów, które odpowiadają wymagania to m.in. Citroen Berlingo czy Fiat Doblo. Nowe przepisy wykluczają wykorzystanie samochodu osobowego o innym rodzaju nadwozia i mniejszej wysokości jako pojazdu pilotującego. Od lutego 2024 takim pojazdem nie będzie mógł być m.in. Fiat Panda.
Zadania pilotów drogowych:
- zapewnienie właściwej organizacji przejazdu pojazdów nienormatywnych zgodnie z warunkami zawartymi w zezwoleniu
- sprawuje bezpośredni nadzór nad przejazdem pojazdów nadgabarytowych w czasie przejazdu i postoju
- kierowanie ruchem w niezbędnym zakresie
- pilotaż pojazdów nienormatywnych
- zabezpieczenie miejsca zdarzenia drogowego w czasie wypadków pojazdów nadgabarytowych
- możliwość podjęcia decyzji o wstrzymaniu pilotażu w razie powstania istotnego zagrożenia w ruchu drogowym